# Laura Ahtime
Laura Marie-Thérèse Ahtime ist die Leiterin des National Bureau of Statistics der Seychellen.

## Leben
Ahtime trat der Statistikbehörde bei, bevor sie einen Universitätsabschluss hatte, und nachdem sie dort etwa drei Jahre lang gearbeitet hatte, ging sie an die University of Botswana, wo sie vier Jahre lang Statistik studierte. Später erwarb sie mit Unterstützung eines Chevening-Stipendiums einen Master in quantitativer Entwicklungsökonomie (Quantitative Development Economics) an der University of Warwick. Nach ihrem Studium kehrte sie an das National Bureau of Statistics zurück, wo sie schließlich zur Generaldirektorin wurde, und 2010 Geschäftsführerin. Sie wurde die erste weibliche Leiterin der Behörde, auch wenn diese bereits „sehr schwer weiblich dominiert ist“ („very heavily female-dominated“).
Unter Ahtimes Führung wurden Statistiken, die zuvor nicht als wichtig erachtet worden waren, deutlich stärker von Regierungsstellen und Zeitungen sowie für die internationalen Beziehungen genutzt. Ahtime drängte darauf, dass sich die Statistikbehörde mit ihrem System an das allgemeine Datenverbreitungssystems des Internationalen Währungsfonds angliederte, und sich dem Besonderen Datenverbreitungsstandard (Special Data Dissemination Standard) des Internationalen Währungsfonds anschloss.
Sie veröffentlichte auch den ersten Bevölkerungs- und Volkszählungsatlas der Seychellen (Population and Census Atlas of Seychelles), und überwacht die Zahl der Touristen, welche die Seychellen besuchen.
Ahtime ist gewähltes Mitglied des International Statistical Institute.